# Пелістер (футбольний клуб)
«Пелістер» (мак. ФК Пелистер) — македонський футбольний клуб з міста Бітола, заснований 1945 року. Виступає в Першій лізі.

## Досягнення
Чемпіонат Македонії:
- Найвище місце 3-є (1): 2007/08

Кубок Македонії:
- Володар кубка (2): 2000/01, 2016/17

## Виступи в єврокубках
| Сезон   | Турнір           | Раунд |           | Клуб            | Рахунок  |
| ------- | ---------------- | ----- | --------- | --------------- | -------- |
| 2001-02 | Кубок УЄФА       | 1     | Швейцарія | ФК Санкт-Галлен | 0-2, 3-2 |
| 2008-09 | Кубок УЄФА       | 1     | Кіпр      | АПОЕЛ (Нікосія) | 0-0, 0-1 |
| 2017-18 | Ліга Європи УЄФА | 1     | Польща    | Лех (Познань)   | 0-4, 0-3 |

- Q — кваліфікаційний раунд